# Gadulka
El gadulka (en búlgar Гъдулка) és un instrument de corda fregada tradicional de Bulgària. Pertany al grup de les anomenades «lires de bol fregades amb un arquet» que Hornbostel-Sachs classifiquen dins del grup 321.21-71.
Variants del nom són gudulka i g'dulka. El nom prové d'una arrel que significa «fer sorol, brunzir». El gadulka és part integrant dels conjunts instrumentals tradicionals, que es toquen per fer música de ball.

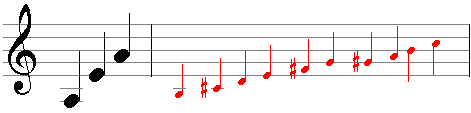
Afinació del gadulka; en negre les cordes fregades I en vermell les cordes simpàtiques

El gadulka sol tenir tres cordes (a vegades quatre) i un màxim d'unes altres deu cordes simpàtiques a sota, encara que hi ha una variant més petita de l'instrument, que és pròpia de la regió de Dobrudja sense cordes simpàtiques. L'intèrpret només toca les cordes superiors –mai les simpàtiques- i no les arriba a pressionar fins a primer sobre el coll de l'instrument. Aquest se sosté en posició vertical i l'arc –agafat per sota, és a dir amb el palmell de la mà mirant amunt- el frega perpendicularment. Tot i que hi ha diverses afinacions en ús, la més habitual o estàndard és la2-mi3-la3 en el cas de les tres cordes principals. Les cordes simpàtiques estan afinades cromàticament per cobrir –com a mínim i segons el nombre que n'hi hagi- entre la i mi.
El gadulka està relacionat amb el gudok rus. Un altre possible origen podria ser la lira de Bizanci, un instrument del segle ix predecessor de la majoria dels instruments de corda europeus. Instruments similars han continuat essent tocats al Mediterrani i als Balcans fins avui en dia, com per exemple la lira calabresa, de Calàbria (Itàlia), la lira de Creta, al Dodecanès (Grècia) i l'Armudi kemençe d'Istanbul (Turquia).

## Construcció
El coll i el cos de l'instrument s'esculpeixen en una sola peça de fusta, de manera que el cosa forma una mena de bol com en el cas del llaüt. La taula harmònica en fusta tova, també està esculpida, i forma una lleugera corba en sentit oposat al del fons. En general és de construcció més aviat feixuga comparada, per exemple, amb la del violí, tot i que hi ha gadulkas donstruïdes amb gran exquisidesa. L'instrument no té cap mena de decoració o ornamentació més enllà de la del claviller. El pont situat entre els dos forats de ressonància en forma de «D» té una pota recolzada sobre la tapa harmònica mentre que l'altra passa per un dels forats de ressonància fins al fons de la caixa de ressonància. D'aquesta manera, la vibració de les cordes és transferida directament a ambdós extrems –superior i inferior- de la caixa de ressonància.
Les cordes són d'acer: les més gruixudes tan entorxades amb acer o bronze i habitualment es fan servir cordes de guitarra. Les cordes simpàtiques passen per uns forats practicats a la part baixa del pont. Totes les cordes es recullen en el cordal que també fa les funcions de pica i serveix per fixar-hi la corretja que serveix per penjar-la quan es toca estant dempeus l'instrumentista.